# Ivor Atkins
Ivor Algernon Atkins (Llandaff, 29 novembre 1869 – 26 novembre 1953) è stato un organista e direttore di coro inglese, in attività presso la Cattedrale di Worcester dal 1897 al 1950. È famoso per aver curato il Miserere di Allegri con la famosa parte acuta in do per le voci bianche. È anche noto per The Three Kings, un arrangiamento di una canzone di Peter Cornelius come opera corale per l'Epifania.

## Biografia
Nato in una famiglia di musicisti gallesi a Llandaff, Atkins si laureò con una laurea in musica presso il Queen's College, Oxford nel 1892, e successivamente conseguì un dottorato in musica (Oxford). Fu assistente organista della Cattedrale di Hereford (1890-1893) e organista della chiesa di St Laurence, Ludlow dal 1893 al 1897. 
Ha composto canzoni, musica sacra, arrangiamenti di servizi e anthem. Con Edward Elgar preparò un'edizione della Passione secondo Matteo di Bach.
Fu nominato cavaliere nel 1921 per servizi alla musica e fu presidente del Royal College of Organists dal 1935 al 1936.
Era un amico di Edward Elgar, che nel 1904 gli dedicò la terza delle sue Pomp and Circumstance Marches. Fu in seguito Atkins a suggerire che la Severn Suite di Elgar, prodotta nel 1930 come pezzo da concorso per banda di ottoni e arrangiata per orchestra nel 1932, fosse trascritta per organo; Elgar suggerì che Atkins stesso assumesse l'incarico. Il lavoro risultante, su cui Elgar e Atkins lavorarono insieme, fu completato nel 1932 e pubblicato come Second Organ Sonata di Elgar. 
La moglie di Sir Ivor Atkins, Katherine, fu Sindaco di Worcester nel 1937. Le loro ceneri furono sepolte nella Cattedrale di Worcester.